# 장 프랑수아 라파엘리
장 프랑수아 라파엘리(프랑스어: Jean-François Raffaëlli, 1850년 4월 20일 ~ 1924년 2월 11일)은 프랑스의 사실주의 화가, 조각가, 판화가이다. 그는 배우와 작가로도 활동했다.

## 개요
라파엘리는 젊은 시절기 아버지가 파산하여, 극장에서 노래를 부르기까지 했으나 회화에 뜻을 두고 최후에는 파리 교외에 정주(定住)하여, 교외의 민중이나 변두리의 풍경에서 분위기를 교묘하게 잡고 있다. 화필로 데생을 하는 듯한 화풍으로서 묘선(描線)을 많이 쓰고, 묘선은 리드미컬하여 색조가 부드러운 매력을 지니고 있다.